# Route HQE
Vous pouvez aider à l'améliorer ou bien discuter des problèmes sur sa page de discussion.
- Il ne cite aucune source et peut contenir des informations erronées. Si vous disposez d'ouvrages ou d'articles de référence ou si vous connaissez des sites web de qualité traitant du thème abordé ici, merci de la compléter en donnant les références utiles à sa vérifiabilité et en les liant à la section « Notes et références ». (Marqué depuis juin 2025)
- Il peut contenir un travail inédit ou des déclarations non vérifiées. Vous pouvez l’améliorer en ajoutant des références. (Marqué depuis juin 2025)

- Archive Wikiwix
- Bing
- Cairn
- DuckDuckGo
- E. Universalis
- Gallica
- Google
- G. Books
- G. News
- G. Scholar
- Persée
- Qwant
- (zh) Baidu
- (ru) Yandex
- (wd) trouver des œuvres sur Wikidata

Vous pouvez aider à l'améliorer ou bien discuter des problèmes sur sa page de discussion.
- Il ne cite pas suffisamment ses sources. Vous pouvez indiquer les passages à sourcer avec {{référence nécessaire}} ou {{Référence souhaitée}}, et inclure les références utiles en les liant aux notes de bas de page. (Marqué depuis juin 2022)
- Il adopte un point de vue régional ou culturel particulier et nécessite une internationalisation. (Marqué depuis juin 2025)
- Il doit être recyclé. La réorganisation et la clarification du contenu sont nécessaires. (Marqué depuis juin 2025)

- Archive Wikiwix
- Bing
- Cairn
- DuckDuckGo
- E. Universalis
- Gallica
- Google
- G. Books
- G. News
- G. Scholar
- Persée
- Qwant
- (zh) Baidu
- (ru) Yandex
- (wd) trouver des œuvres sur Wikidata

Les routes à haute qualité environnementale (HQE) respectent des normes afin de réduire leurs nuisances et pollutions. En France, le conseil général du Nord et ses partenaires ont été les premiers porteurs de cette idée, en 2005-2006.
Les atteintes à la diversité biologique sont en effet jugées alarmantes dans tous les pays développés, notamment à cause de la fragmentation des territoires induites par les réseaux de transports (routes, canaux, voies ferrées en particulier). Au même titre que l’urbanisation et la périurbanisation croissantes, le développement du trafic et du rythme de construction des voies nouvelles menace la biodiversité. 
Par extension, le concept de HQE peut être appliqué aux véloroutes et voies vertes, ce qu'encourage le guide européen fait pour ces infrastructures.

## Limites
La route, même construite dans une perspective de Haute qualité environnementale, reste un élément gravement perturbateur des écosystèmes. Et elle continue à encourager la consommation de ressources fossiles, ou peu ou non renouvelables et/ou polluantes. Même si ses impacts en sont diminués grâce à des matériaux recyclés et/ou extraits sur place, une route conservera toujours une très forte empreinte écologique par rapport aux alternatives les plus "écologiques", surtout si l'on tient compte de ses impacts différés dans l'espace et dans le temps. 
Hormis si elle est construite en tunnel et/ou viaduc sur toute sa longueur, toute route contribue un peu plus à détruire l'intégrité écologique fonctionnelle des paysages et écosystèmes qui les composent. Les routes contribuent de plus à d'éventuels remembrements en affectant les équilibres écologiques en place. Et elles comptent parmi les infrastructures les plus pérennes établies par l'homme depuis la fin de la préhistoire. Il est extrêmement rare qu'on détruise une route ou un pont sans les remplacer, même quand un tribunal a déclaré que l'ouvrage n'était pas d'utilité publique ou légal (ex : Pont de l'île de Ré en France).
Le HQE semble d'application difficile aux routes, dont il reste difficile de mesurer tous leurs impacts, et souvent de faire la preuve de leur caractère indispensable, ou de l'impossibilité de leur trouver des alternatives crédibles sur le même axe (train, transport en commun, etc.)

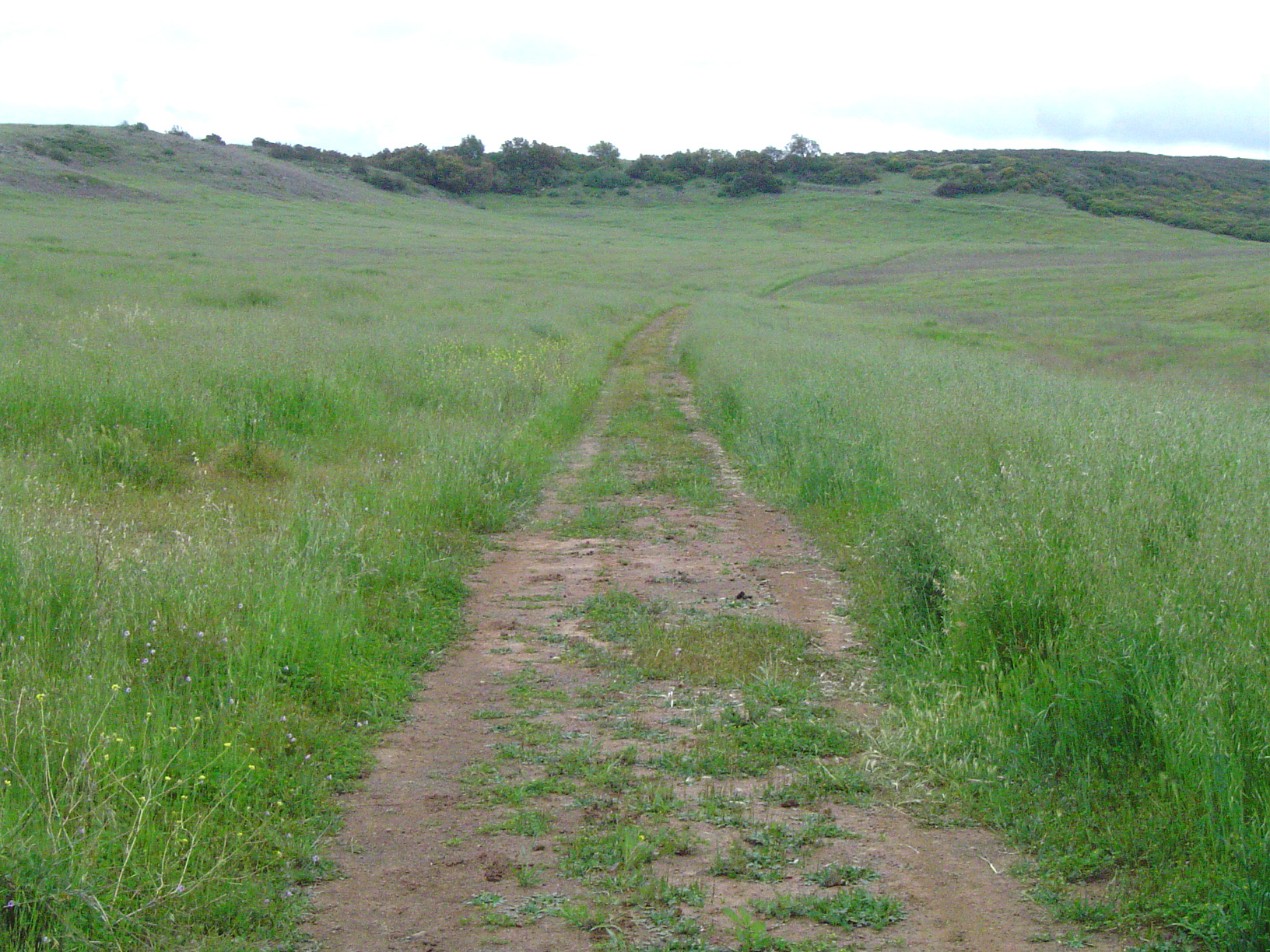
Les besoins croissant de circulation motorisée incitent à remplacer les anciens chemins par des infrastructures de plus en plus artificialisantes. Peut-on, doit-on et veut-on faire des routes HQE ? Et si oui, comment ? Avec quelle place pour les transports en commun, le vélo, la voiture ?

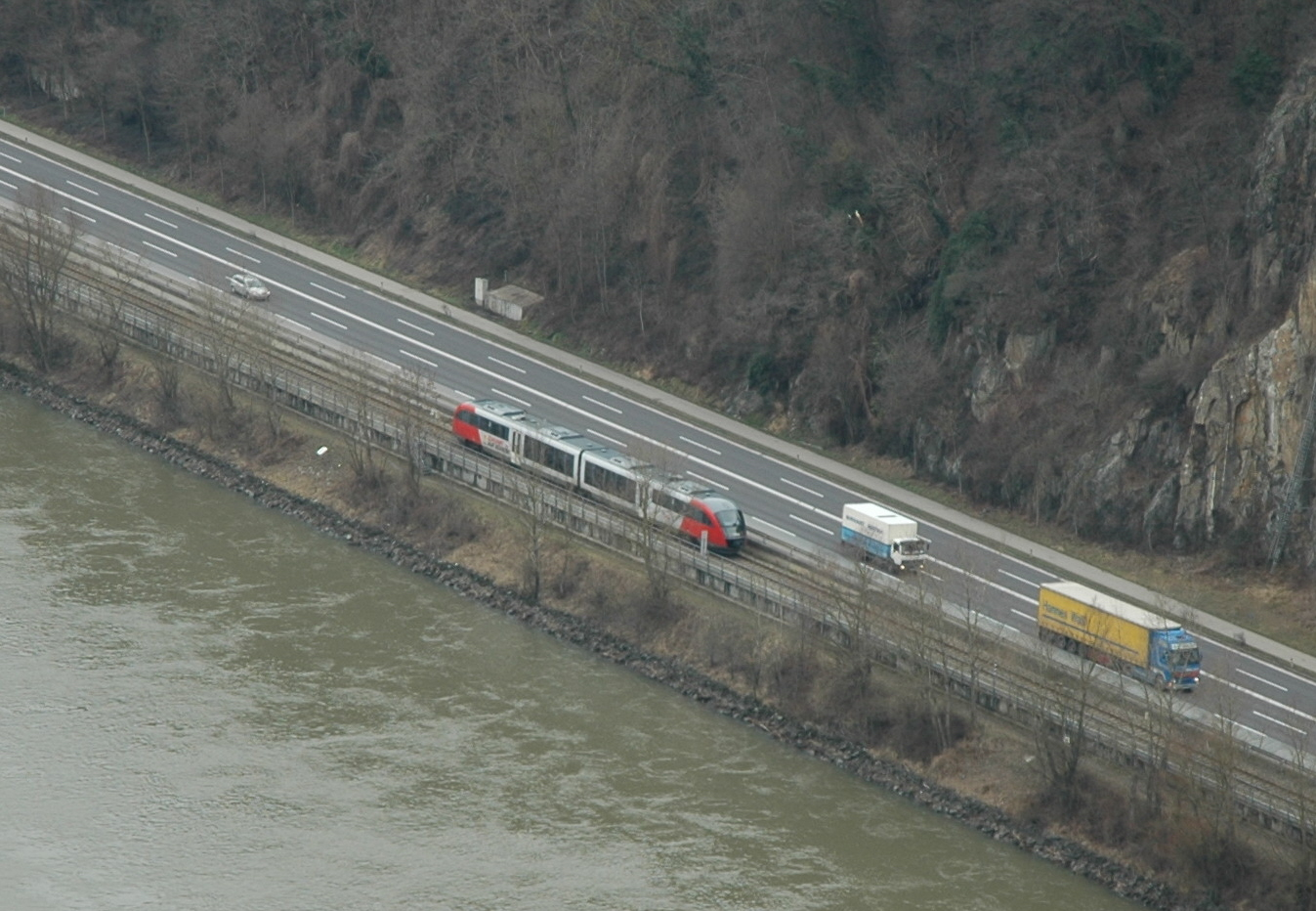
Les routes et/ou trains longent souvent les fleuves et les berges de lacs, contribuant ainsi à la fragmentation écopaysagère. Les écoducs tentent de diminuer ce type d'impacts, mais ils sont encore rares. En cas d'accident, d'éventuels produits toxiques risquent moins ici de polluer l'eau grâce à un mur, mais celui-ci est un facteur supplémentaire de fragmentation. La berge est ici écologiquement très isolée du boisement

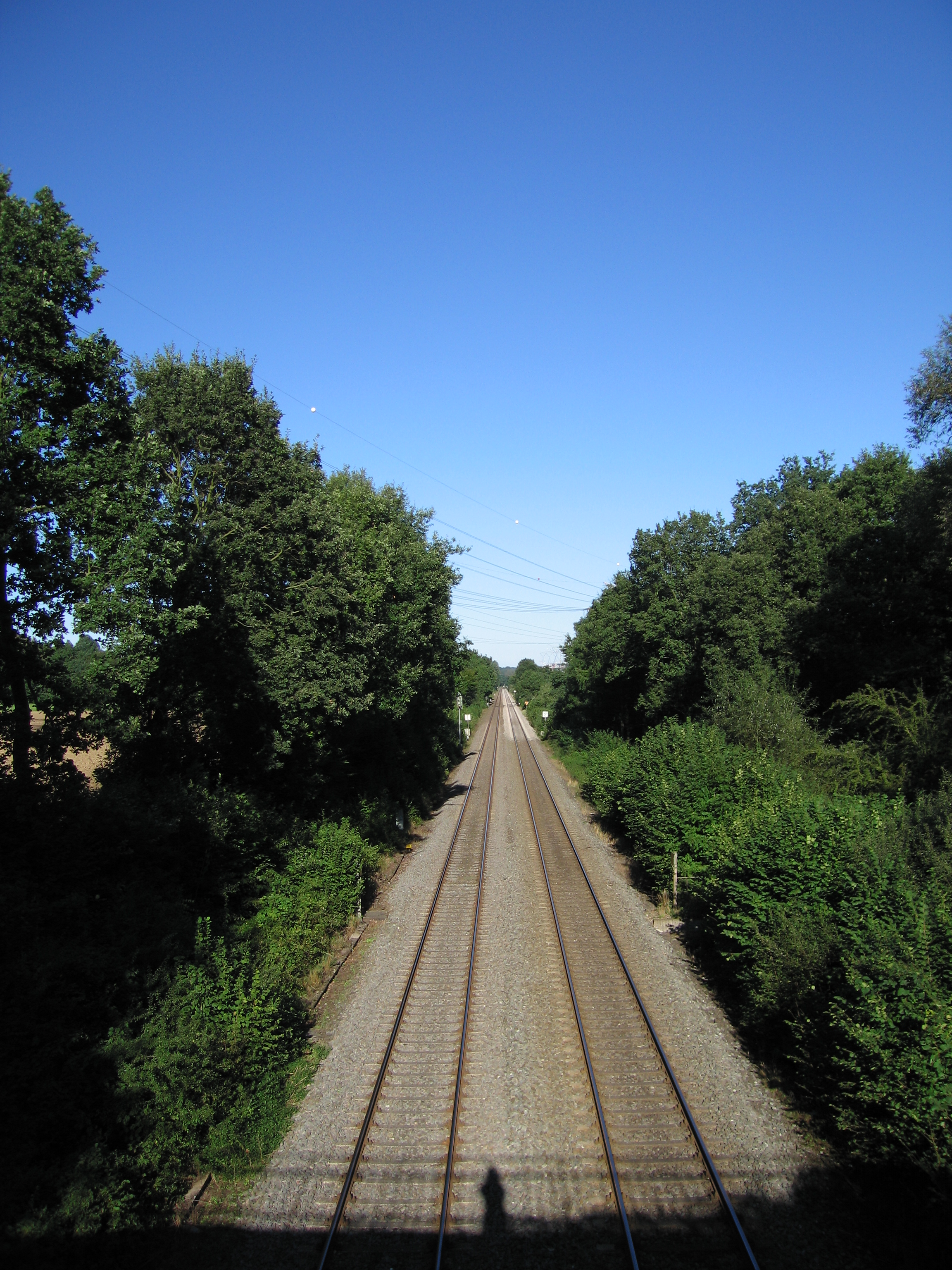
Les transports en commun offrent des alternatives partielles à la route. En outre, leurs abords peuvent avoir une certaine vocation de corridor biologique. Cette double voie reste néanmoins écologiquement fragmentante.

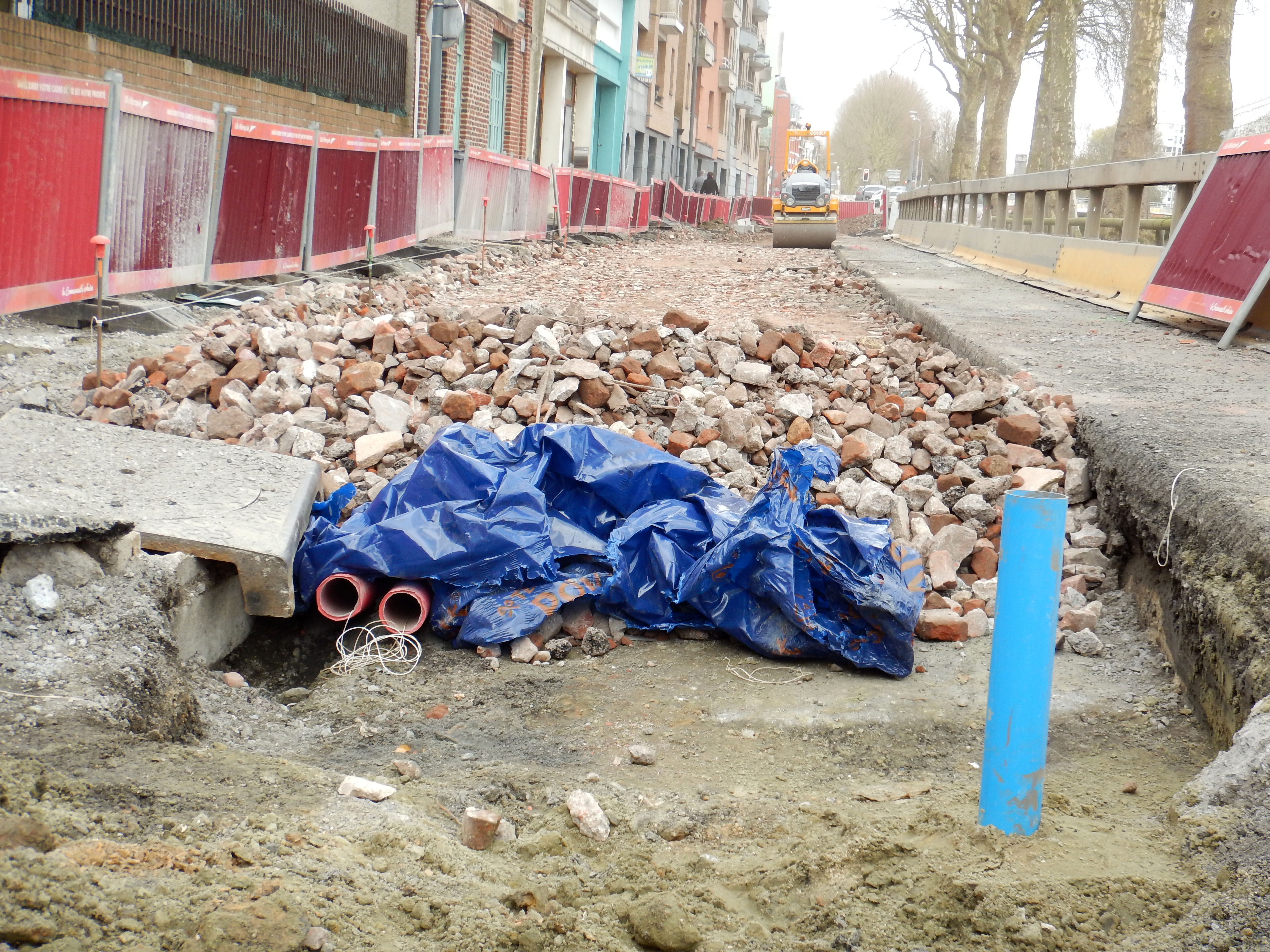
Exemple d'utilisation de briques recyclées en fond de couche de route urbaine (voie moyennement fréquentée)

.

## Réduction des nuisances

### Passages à faune
Une route représente une barrière infranchissable pour la quasi-totalité de la faune, y compris parfois pour les espèces capables de voler (insectes en particulier). En effet, même quand un mur ou une clôture ne lui est pas associé, la route modifie localement mais très significativement des paramètres du milieu (température, hygrométrie, calme, odeurs, vibration et bruits, végétation, albédo, nature et occupation du sol, lumière (la nuit), etc.) de telle sorte que l’on y crée un microclimat et un environnement auquel la plupart des espèces ne sont pas adaptées et qu'elles vont souvent fuir. Celles qui tentent de traverser risquent d'y être écrasées, blessées ou tuées (Roadkill).
Les passages à faunes ou écoducs concernent potentiellement toutes les espèces, bien au-delà des espèces-gibier ou des seuls animaux. Ils ont deux objectifs principaux : 
- Assurer le rétablissement des liaisons au-dessus et au-dessous de l'infrastructure afin de pérenniser les processus essentiels à la survie des espèces (dispersion des gènes, individus et populations, migrations saisonnières, accès aux ressources alimentaires, etc.). Ils doivent être pour cela installés de manière à réellement reconnecter des corridors écologiques, qui souvent sont également à restaurer, car par exemple détruits par les remembrements induits par les routes.
- Réduire la mortalité des espèces par collision, en couplant les passages à faunes avec des clôtures en développant les passages en tunnels et viaducs plutôt qu'en déblai/remblai.

La réussite du projet dépend de nombreux paramètres (position, taille, caractéristiques amont-aval et contextuelles, etc.).
Pour qu’un passage à faune soit efficace, sa conception doit donc faire l’objet d’une étude scientifique et spécifique. 
Les passages à faune ont été classés en huit catégories, allant des simples conduits placés régulièrement aux ouvrages pour la grande faune aux ouvrages hydrauliques en passant par les reconnexions de chemins agricoles. 
La décision d'implanter des passages à faune n'est qu'une mesure parmi d'autres permettant d'atténuer les effets de la fragmentation (mesures compensatoires et/ou mesures conservatoires en général). Aussi, cette décision doit s'intégrer dans un plan de plusieurs mesures en faveur de la restauration, de la conservation et de la protection de la biodiversité. : aménagement végétal de la section courante, clôture, réseau d'assainissement, aménagement des corridors écologiques…

### Éclairage adapté, interactifs, modulable et « intelligent »
Très rarement pris en compte dans les études d’impact, l’éclairage artificiel constitue une perturbation pour les riverains et la diversité biologique. La pollution lumineuse interfère avec les rythmes chronobiologiques en déréglant les horloges internes ou certains processus hormonaux contrôlés par les variations saisonnières de l’alternance naturelle jour/nuit. De plus, la lumière artificielle attire certaines espèces en les piégeant, ou au contraire fait fuir les espèces lumifuges en les reléguant dans des zones noires de plus en plus rares et fragmentées.
Dans le cadre d'un plan lumière, ou lors de la réfection des éclairages, différents systèmes peuvent réduire les nuisances associées à l’éclairage artificiel, tout en diminuant les consommations électriques, sans diminution de sécurité.

#### Dispositifs rétroréfléchissants
Les infrastructures routières sont particulièrement propices à l’installation de dispositifs rétroréfléchissants, puisque la plupart des usagers de la route disposent de leur propre système d’éclairage.

#### Détecteurs de présence
Pour les utilisateurs ne disposant pas de système d’éclairage embarqué, en particulier les piétons, on peut mettre en place des détecteurs de présence adaptés.

#### Détecteurs de luminosité
La plupart des éclairages ont une intensité calibrée sur les jours de brouillard, de mauvais temps ou les nuits noires. On peut mettre en place des détecteurs de luminosité afin de régler l’intensité de l’éclairage en fonction de la lumière naturelle.

#### Lampadaires adaptés
Lorsque l’éclairage est indispensable, on peut réduire considérablement le halo lumineux en remplaçant les lampadaires traditionnels par des lampadaires qui limitent la perte de flux (flux directionnel).

#### Lumière adaptée
Le choix d’une lumière n'émettant que dans le visible (ni infrarouge, ni UV) ou uniquement dans certaines longueurs d'onde, limiterait les impacts sur la faune riveraine. La tendance depuis les années 1990 est inverse : les luminaires ont un élargissement de leur spectre de couleur et sont de plus en plus nombreux (+ 5 % par an environ en Europe et aux USA pour les années 1990-2000)[réf. nécessaire]. Des diodes électroluminescentes, éventuellement clignotantes et alimentées par panneaux solaires, sont maintenant disponible à des prix très compétitifs si l'on tient compte des économies d'énergie et de câblage, mais elles restent peu utilisées, de même que la fibre optique[réf. nécessaire].

## Matériaux épurateurs
Une des perspectives est d'introduire des produits catalyseurs dans le substrat routier lui-même afin d'épurer l'air. Le dioxyde de titane a été proposé comme candidat pour oxyder le NO2 en NO3 (nitrates), mais il risque d'être mis en suspension dans l'air à la suite de l'usure de la couche routière par les véhicules, et c'est un produit qui le 10 mars 2006 a été classé cancérogène possible pour l'homme (catégorie 2 B) par le Centre international de recherche sur le cancer (CIRC) .